# E. W. Swackhamer

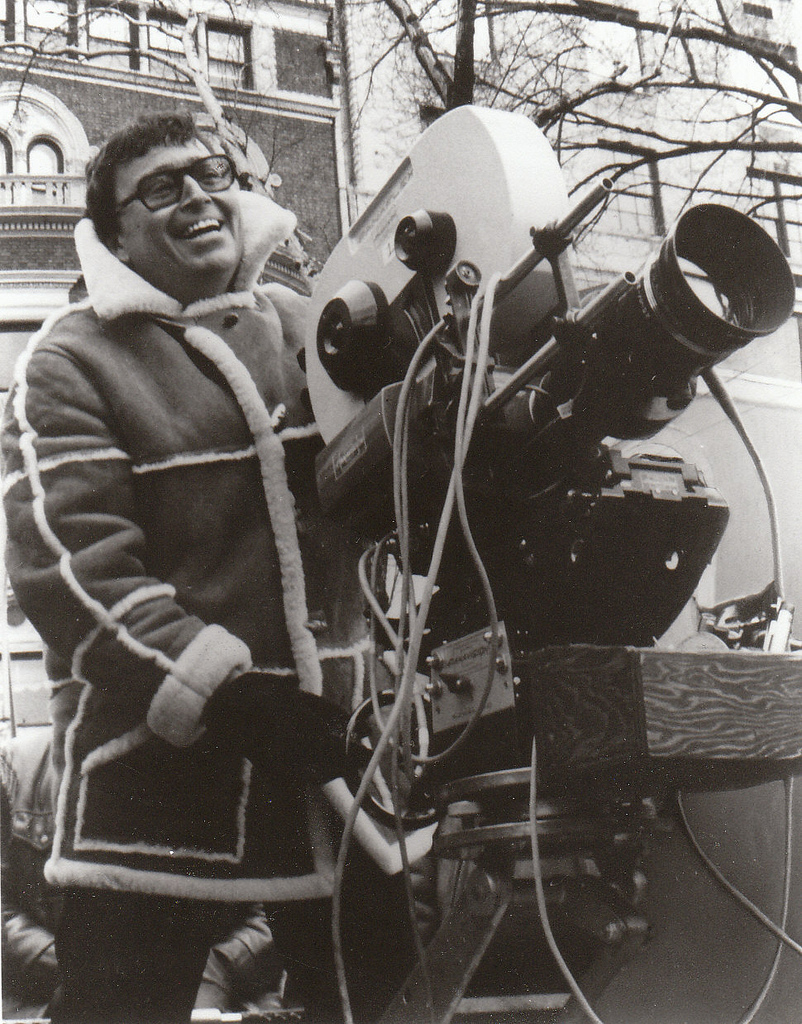
E. W. Swackhamer während der Pilotfolge von Law and Order (New York City, 1990)

Egbert Warnderink Swackhamer Jr. (* 17. Januar 1927 in Middletown Township, New Jersey; † 5. Dezember 1994 in Berlin, Deutschland) war ein US-amerikanischer Regisseur und Filmproduzent.

## Leben
Swackhamer wuchs in Middletown im US-Bundesstaat New Jersey auf. Er war vom 17. Februar 1951 bis 1964 mit Margaret „Gretchen“ Woodward Shane verheiratet, Tochter des Humoristen Ted Shane; aus der geschiedenen Ehe stammen die beiden Kinder Ten Eyck und Elizabeth, die als Schauspielerin arbeitet. Vom 26. April 1969 bis zum 5. Dezember 1994 – seinem Tod – war er mit der Schauspielerin Bridget Hanley in zweiter Ehe verheiratet; aus dieser Ehe stammen die beiden Töchter Bronwyn und Meagan.
Swackhamer verstarb im Alter von 67 Jahren an den Folgen eines durchbrochenen Aortenaneurysmas in Berlin.

## Karriere
Swackhamer begann seine Karriere als Inspizient der ursprünglichen Broadway-Produktion von Die Katze auf dem heißen Blechdach von Tennessee Williams. Er arbeitete als Schauspieler, Bühnenmanager und Regisseur sowohl am Broadway als auch für Off-Broadway-Produktionen in New York City.
1961 zog es ihn nach Hollywood, wo er ab 1963 als Regisseur in zahlreichen Fernsehproduktionen tätig war, beispielsweise in Fair Exchange, Bezaubernde Jeannie, Here Come the Brides, Verliebt in eine Hexe, M*A*S*H, Die Partridge Familie, Ein Sheriff in New York, Jake und McCabe – Durch dick und dünn, Law & Order und zuletzt in Detektiv Hanks mit Bill Cosby. Seine erste Filmregie führte Swackhamer 1968 bei dem Pilotfilm zur Sitcom The Princess and Me Regie. In der geplanten Fernsehserie der ABC sollte Barbara Hershey eine Prinzessin aus Europa spielen, die Inkognito die Vereinigten Staaten bereist und dabei von einem Beamten des Außenministeriums der Vereinigten Staaten – gespielt von Jeremy Slate – begleitet wird. Ein weiterer Pilotfilm war 1969 Under the Yum Yum Tree, der es ebenfalls nicht bis zur Serienreife schaffte und am 2. September 1969 als Fernsehfilm ausgestrahlt wurde.
Bis zu seinem Tod im Jahr 1994 führte Swackhamer bei über 30 Fernsehfilmen und über 60 Fernsehserien Regie und trat auch als Produzent auf. Von den 27 Pilotfilmen für Fernsehserien, bei denen er Regie führte, gingen 18 in die reguläre Produktion, darunter Law & Order, Eight Is Enough und Quincy. Seine letzte Regiearbeit war der Pilotfilm zu Star Command – Gefecht im Weltall, den er nicht mehr abschließen konnte und dessen Regie von Jim Johnston übernommen wurde; zu einer geplanten Serie kam es nicht.

## Nominierungen
Swackhamer war 1978 für einen Primetime Emmy Award in der Kategorie „Outstanding Directing in a Drama Series“ für die Regie der sechsstündigen Miniserie Der Fluch des Hauses Dain nominiert, die zwischen 1977 und 1978 produziert wurde und auf dem gleichnamigen Roman von Dashiell Hammett basiert. Im selben Jahr war er für einen Award der Directors Guild of America in der Kategorie „Outstanding Directorial Achievement in Dramatic Series – Night“ für die Doppelfolge Acts of Love der Fernsehserie Eine amerikanische Familie nominiert.

## Filmografie (Auswahl)

### Film
- 1959: Okefenokee (Schauspieler)
- 1968: The Princess and Me (Fernsehfilm)
- 1969: Under the Yum Yum Tree (Fernsehfilm)
- 1969: In Name Only (Fernsehfilm)
- 1970: Three for Tahiti (Fernsehfilm)
- 1971: Is There a Doctor in the House (Fernsehfilm)
- 1971: Man and Boy
- 1972: Gidget Gets Married (Fernsehfilm)
- 1972: Movin’ On (Fernsehfilm)
- 1974: Death Sentence (Fernsehfilm)
- 1976: Death at Love House (Fernsehfilm)
- 1976: Crunch (Fernsehfilm)
- 1977: Night Terror (Fernsehfilm)
- 1977: Spider-Man – Der Spinnenmensch (Fernsehfilm)
- 1977: The Cabot Connection (Fernsehfilm)
- 1978: Wir fliegen auf dem Wind (Fernsehfilm; The Winds of Kitty Hawk)
- 1979: Der Großstadtvampir (Fernsehfilm; Vampire)
- 1979: The Death of Ocean View Park (Fernsehfilm)
- 1980: Reward (Fernsehfilm)
- 1981: The Oklahoma City Dolls (Fernsehfilm)
- 1981: Peking Encounter (Fernsehfilm)
- 1981: Longshot – Ihre Chance ist 1:1000 (Longshot)
- 1983: Cocaine and Blue Eyes (Fernsehfilm)
- 1983: Malibu (Fernsehfilm)[11]
- 1983: Carpool – Ein Geldsack auf Reisen (Fernsehfilm; Carpool)
- 1984: The Sheriff and the Astronaut (Fernsehfilm)[12]
- 1984: Massive Retaliation (Kameraassistent; als Bert Swackhamer)
- 1985: Ausgetrickst (Fernsehfilm; Brothers in Law)
- 1985: Royal Match (Fernsehfilm)
- 1985: Kommando Nr. 5 (Fernsehfilm; Command 5)
- 1985: Der Schrecken der London Bridge (Fernsehfilm)
- 1988: Desperado – Die Rache (Fernsehfilm; The Return of Desperado)
- 1989: Desperado 4 – Krieg der Gesetzlosen (Fernsehfilm; Desperado: The Outlaw Wars)
- 1989: Desperado 5: Land ohne Gesetz (Fernsehfilm; Desperado: Badlands Justice)
- 1991: Lookwell (Fernsehfilm)
- 1992: Flirt mit dem Tod – Eine gnadenlose Affäre (Fernsehfilm; Are You Lonesome Tonight?)
- 1992: Geheime Leidenschaft (Fernsehfilm; The Secret Passion of Robert Clayton)
- 1992: Unberechenbar (Fernsehfilm; Perfect Family)
- 1994: MacShayne: Winner Takes All (Fernsehfilm)
- 1994: MacShayne – Mord in Vegas (Fernsehfilm; MacShayne: The Final Roll of the Dice)
- 1996: Star Command – Gefecht im Weltall (Fernsehfilm; Star Command)

### Fernsehserie
- 1950: The Clock (Schauspieler; Folge: Rumble in Manhattan)
- 1961: Playwright at Work (Miniserie; Regieassistent)
- 1963: Fair Exchange
- 1963: Glynis
- 1964: The Lieutenant
- 1964: Tom, Dick and Mary
- 1964: Broadside
- 1965: Mutter ist die Allerbeste (The Donna Reed Show)
- 1965–1966: Bezaubernde Jeannie
- 1965–1966: Gidget
- 1965–1966: Hazel
- 1966: The Wackiest Ship in the Army
- 1966–1967: Teils heiter, teils wolkig (Love on a Rooftop)
- 1967: Heroic Mission
- 1967–1968: The Flying Nun
- 1968: The Ugliest Girl in Town
- 1968–1969: The Outcasts
- 1969: Mr. Deeds Goes to Town
- 1968–1970: Here Come the Brides
- 1970: The Young Rebels
- 1970: Nancy
- 1971: Wo die Liebe hinfällt (Love, American Style)
- 1965–1972: Verliebt in eine Hexe
- 1972: M*A*S*H
- 1972: Twen-Police (The Mod Squad)
- 1972: Owen Marshall – Strafverteidiger
- 1972: Anna und der König von Siam (Anna and the King)
- 1972: Bonanza
- 1970–1973: Die Partridge Familie
- 1973: Meiner Frau bleibt nichts verborgen (The Girl with Something Extra)
- 1973: Roll Out
- 1973: The New Perry Mason
- 1974: Chopper 1 … bitte melden (Chopper One)
- 1972–1975: California Cops – Neu im Einsatz
- 1975: Popi
- 1975: Mobile One
- 1975: McMillan & Wife
- 1975: Die Zwei mit dem Dreh
- 1975–1976: Ein Sheriff in New York
- 1976: Quincy
- 1976–1977: Once an Eagle (Miniserie)
- 1977: The Hardy Boys/Nancy Drew Mysteries
- 1977: Eight Is Enough
- 1977: Eine amerikanische Familie
- 1978: Der Fluch des Hauses Dain (Miniserie)
- 1979: Sweepstakes
- 1980: Die Schnüffler
- 1981: Foul Play
- 1982: Disney-Land
- 1982: Frank Buck – Abenteuer in Malaysia
- 1983: The Rousters
- 1986: L.A. Law – Staranwälte, Tricks, Prozesse
- 1986: The Wizard
- 1987: Ohara
- 1988: Mord ist ihr Hobby
- 1989: Christine Cromwell
- 1989: In der Hitze der Nacht
- 1990: H.E.L.P. – Das Rettungsteam im Einsatz (H.E.L.P.)
- 1987–1990: Jake und McCabe – Durch dick und dünn
- 1990: Alles Okay, Corky?
- 1990: Columbo: Luzifers Schüler (Columbo Goes to College)
- 1990–1993: Law & Order
- 1994: The Cosby Mysteries

### Produzent
- 1961–1962: Hennesey (Fernsehserie)
- 1963: Heute Abend Dick Powell (Fernsehserie; The Dick Powell Show)
- 1966: The Wackiest Ship in the Army (Fernsehserie)
- 1966–1967: Teils heiter, teils wolkig (Fernsehserie; Love On A Rooftop)
- 1969: Under the Yum Yum Tree (Fernsehfilm)
- 1969: Mr. Deeds Goes to Town (Fernsehserie)
- 1969: In Name Only (Fernsehfilm)
- 1971: Is There a Doctor in the House (Fernsehfilm)
- 1972: Gidget Gets Married (Fernsehfilm)

## Theater (Auswahl)
- 1955–1956: Cat on a Hot Tin Roof (Morosco Theatre, New York)[8][9][10]
- 1957–1958: Time Remembered (Morosco Theatre, New York)
- 1958–1959: The Gazebo (Lyceum Theatre, New York)